# MacDonald Critchley
MacDonald Critchley (2 de fevereiro de 1900 — 15 de outubro de 1997) foi um neurologista britânico.